# Salvatore Maresca
Salvatore Maresca (né le 16 septembre 1993 à Castellammare di Stabia) est un gymnaste italien.

## Carrière sportive
Il est médaillé de bronze aux anneaux aux championnats d'Europe de gymnastique artistique 2021 ainsi qu'aux Championnats du monde de gymnastique artistique 2021.